# 甲州市塩山下小田原上条伝統的建造物群保存地区
甲州市塩山下小田原上条伝統的建造物群保存地区（こうしゅうしえんざんしもおだわらかみじょうでんとうてきけんぞうぶつぐんほぞんちく）は、山梨県甲州市にある伝統的建造物群保存地区。国の重要伝統的建造物群保存地区として選定されている。甲州市塩山下小田原の一部、約15.1haの範囲である。

## 概要
甲州市塩山下小田原（旧：塩山市下小田原）にある上条集落は、江戸時代には畑作を中心とした山村集落として栄え、明治時代中期以降に政府の振興策などから養蚕に転じた。屋根裏で養蚕を行うため、江戸時代に建築された茅葺切妻造の主屋には屋根前面の中央部を切り上げた特徴的な「突き上げ屋根」が付加されるようになり、昭和時代中期までには棟に越屋根を上げた桟瓦葺切妻造の主屋も建てられ、地域独特の形式を持つ民家が周囲の環境と一体となって、明治時代以降の養蚕ぶりをつ伝えている。また、地形を利用した神仏と村民の住み分けや接点としての観音堂の集会所利用など、江戸時代から続く習慣が今も保存されている。
2014年に伝統的建造物群保存地区条例が施行され、2015年に重要伝統的建造物群保存地区選定の申請書を提出し、同年7月8日に正式に選定された。県内では早川町の赤沢に続き2地区目の選定となった。

## 重要伝統的建造物群保存地区データ
地区名称：甲州市塩山下小田原上条
種別：山村・養蚕集落
選定年月日：2015年7月8日
選定基準：（3）伝統的建造物群及びその周囲の環境が地域的特色を顕著に示しているもの
面積：15.1ha

## 主な建造物・施設
- もしもしの家
- 観音堂
- 福蔵院

## アクセス
- 中央自動車道勝沼ICから車で約30分
- JR東日本中央本線塩山駅から車で約15分

## 周辺情報
- 裂石温泉
- 塩山温泉
- 大菩薩峠
- 雲峰寺